# Microgravity Science Glovebox

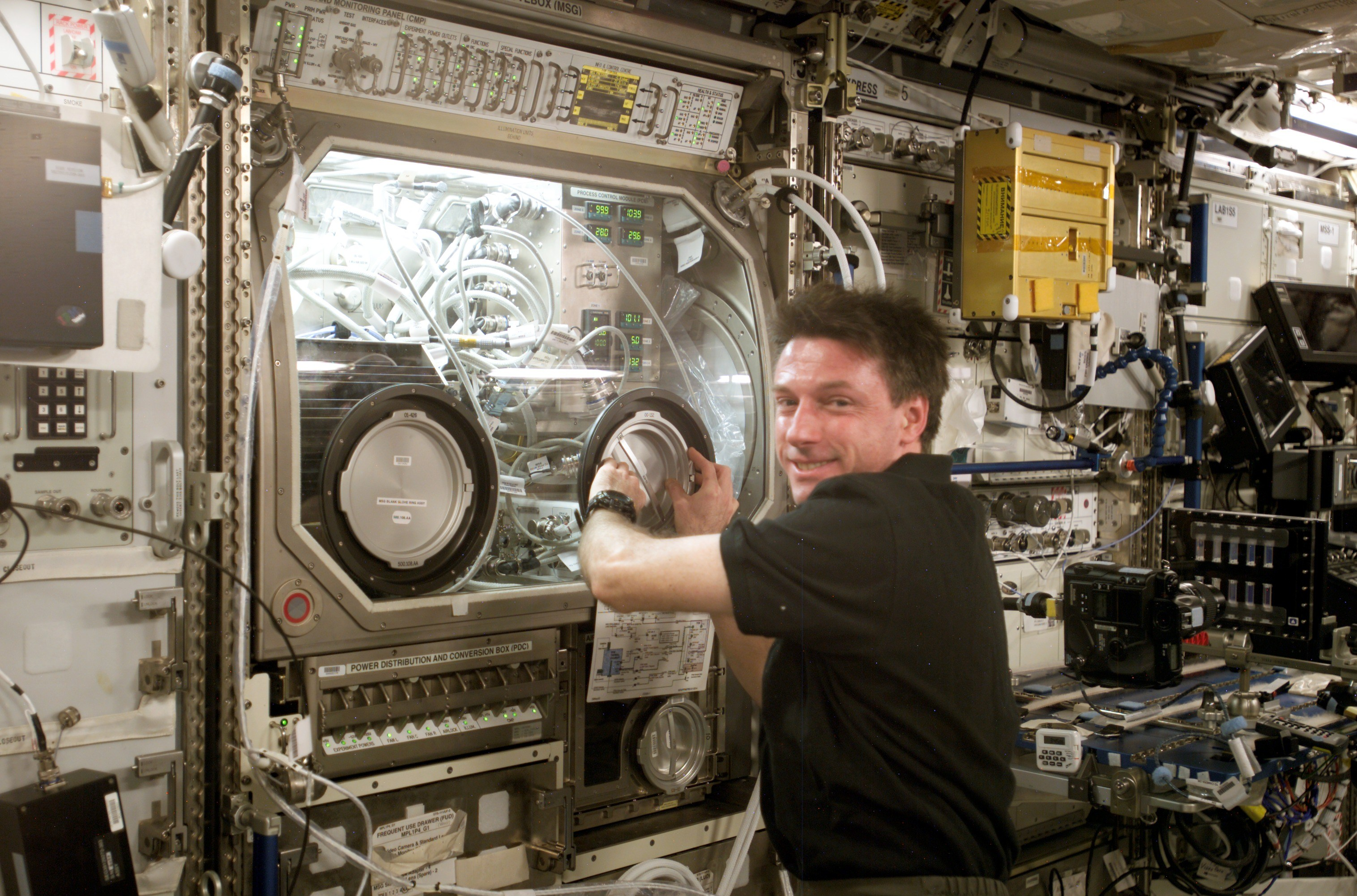
Imatge de la NASA: ISS008E20622 - El Comandant i Oficial Científic de l'Expedició 8 Michael Foale condueix una inspecció al Microgravity Science Glovebox.

El Microgravity Science Glovebox (MSG) és una màquina que proporciona un entorn segur per a la investigació continguda de líquids, combustió i materials perillosos a bord de l'Estació Espacial Internacional. Sense el MSG, molts tipus d'investigacions pràctiques serien impossibles o molt limitats a bord de l'Estació.
El Microgravity Science Glovebox (MSG) ocupa un armari de terra a sostre a l'interior del mòdul Destiny de l'Estació Espacial Internacional (ISS). Això és més del doble de la mida de les caixes de manipulació voladores al transbordador espacial i pot suportar grans investigacions que són aproximadament el doble de la mida de l'equipatge de mà en una companyia aèria.

## Descripció
El Core Facility del MSG ocupa la meitat superior de l'estructura i en general inclou la gran work volume (WV), una resclosa d'aire i electrònica pel control, neteja i investigació dels recursos. El WV conté l'experiment i l'equip relacionat. El volum de treball és d'aproximadament 906 mm, 637 mm d'alt, i 442 mm de fons amb un volum útil d'uns 255 litres. Aquesta àrea pot ser segellada i es manté a una pressió negativa, per a l'aïllament de la tripulació i de l'Estació de possibles perills associats amb les investigacions que s'estan duent a terme al seu interior.
Una bossa d'aire sota la WV es pot accedir per portar els objectes de manera segura mentre altres activitats estan succeint dins el MSG. El MSG té ports laterals de 40 cm de diàmetre (equipat amb guants resistents que estan segellats per evitar fugues) per a la creació i manipulació d'equip a la WV. Una placa en fred proporciona refrigeració per al maquinari de l'experiment i l'aire es fa circular contínuament i s'hi filtra. Els experiments s'inclouen amb 1 kW d'energia i refrigeració.
El buit, l'aireig, d'entrada de gas nitrogen (que pot mantenir el volum d'oxigen a 10 per cent o menys), les interfícies de potència i de dades també es proporcionen dins el MSG. Un sistema de vídeo es compon d'un subsistema autònom de quatre càmeres a color, dos monitors, dues gravadores analògiques i dues gravadores digitals integrades en una caixa Sub-rack Interface Standard (ISIS) internacional. Els panells d'instruccions i control monitoreixen l'estat i el rendiment de l'equip i proporciona l'operació manual del MSG per la tripulació.
El MSG va ser lliurat a l'ISS durant l'Expedició 5 i després fou instal·lat al mòdul Destiny. En el 21 de març de 2008, durant l'Expedició 16, el MSG va ser traslladat al mòdul Columbus. El 21 d'octubre de 2010, durant l'Expedició 25, el MSG es va transferir de nou al mòdul Destiny.

## Resum descriptiu
- El Microgravity Science Glovebox (MSG) fa que sigui possible realitzar investigacions en microgravetat que són similars a les dutes a terme en laboratoris amb base a terra. Sense contenció, els líquids i partícules que participen en els experiments a bord de l'Estació Espacial surarien per la cabina. Això podria causar danys a l'equip.
- Els tripulants accedeixen a la zona de treball a través dels ports equipats amb guants resistents i segellats que poden ser remoguts quan els contaminants no estan presents. Un sistema de vídeo permet el control dels experiments tancats des de terra, si es desitja.
- A més de poder fer experiments complets similars als laboratoris, el MSG permet als científics a provar peces petites de les grans investigacions en un ambient de microgravetat i per provar nous equips en condicions de microgravetat.
- El MSG pot donar suport a totes les àrees clau de la investigació de microgravetat, així com altres camps científics. Això fa que sigui un recurs útil per als científics de laboratori de molts camps diferents que realitzen una àmplia varietat d'investigacions.[1]

## Operacions
El MSG té capacitat per a les investigacions de les petites i mitjanes disciplines, incloent la biotecnologia, la ciència de la combustió, les ciències biològiques, física de fluids, la física fonamental i ciència de materials. Molts d'aquests experiments utilitzen productes químics, materials de combustió o fusió, o altres perills que han de ser continguts.

## Resultats
El MSG a la ISS s'ha utilitzat per a una gran quantitat d'investigacions. El MSG ha operat en òrbita durant més de 3500 hores, que s'utilitza per diversos tipus d'investigacions, incloent la ciència de materials, el control tèrmic, el creixement de cristalls de proteïnes, ciències de la vida, detecció d'incendis, combustió i demostració de tecnologia. La versatilitat dels recursos del MSG proporciona i es converteix en una plataforma ideal per a la investigació de la microgravetat (Spivey 2006 - 2008).

## Galeria

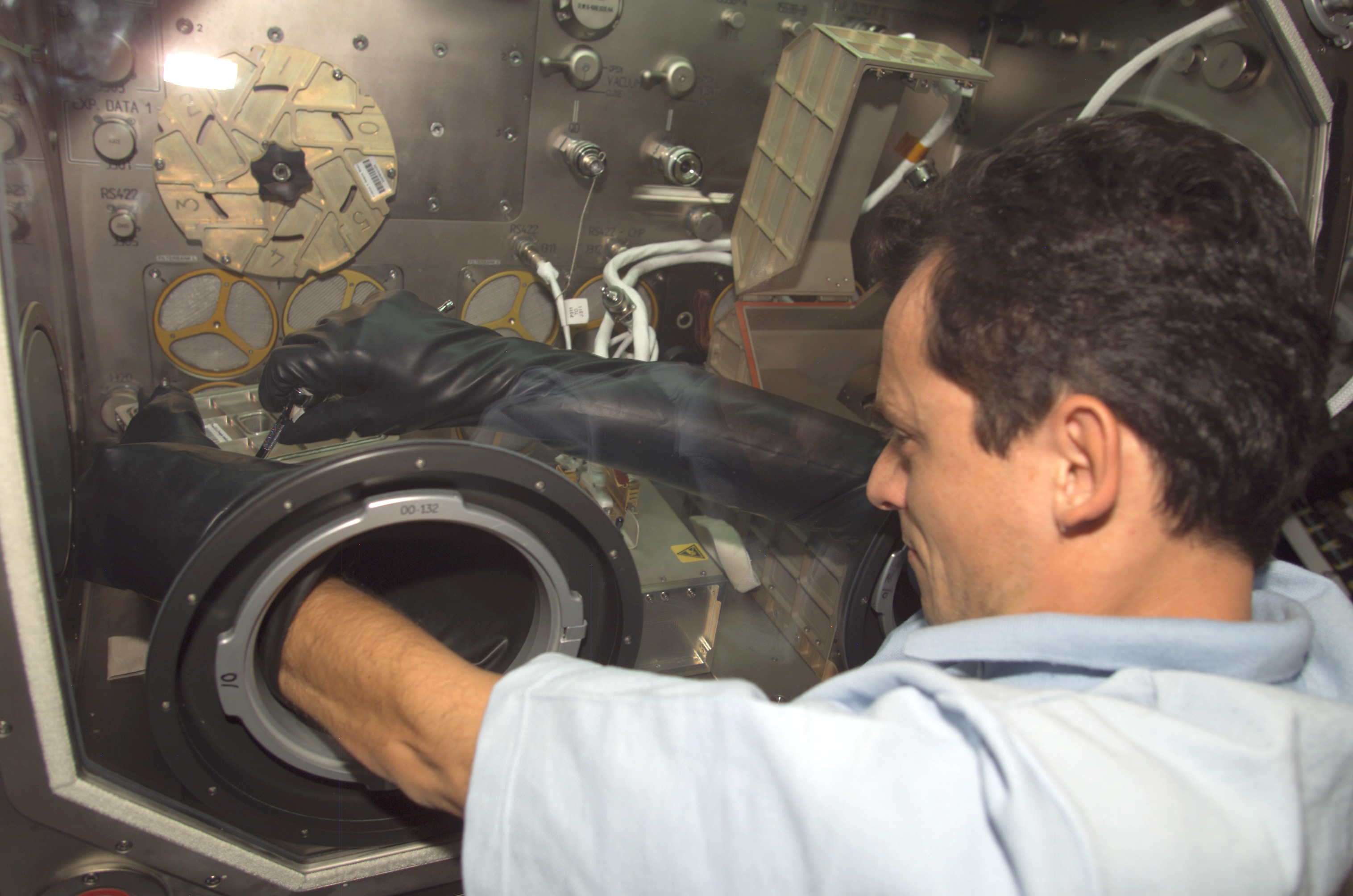
L'astronauta Pedro Duque de l'Agència Espacial Europea (ESA) treballant en el Microgravity Science Glovebox per l'experiment de la missió Cervantes PromISS 2 en el laboratori nord-americà Destiny durant les operacions conjuntes de les tripulacions de l'Expedició 7 i 8.
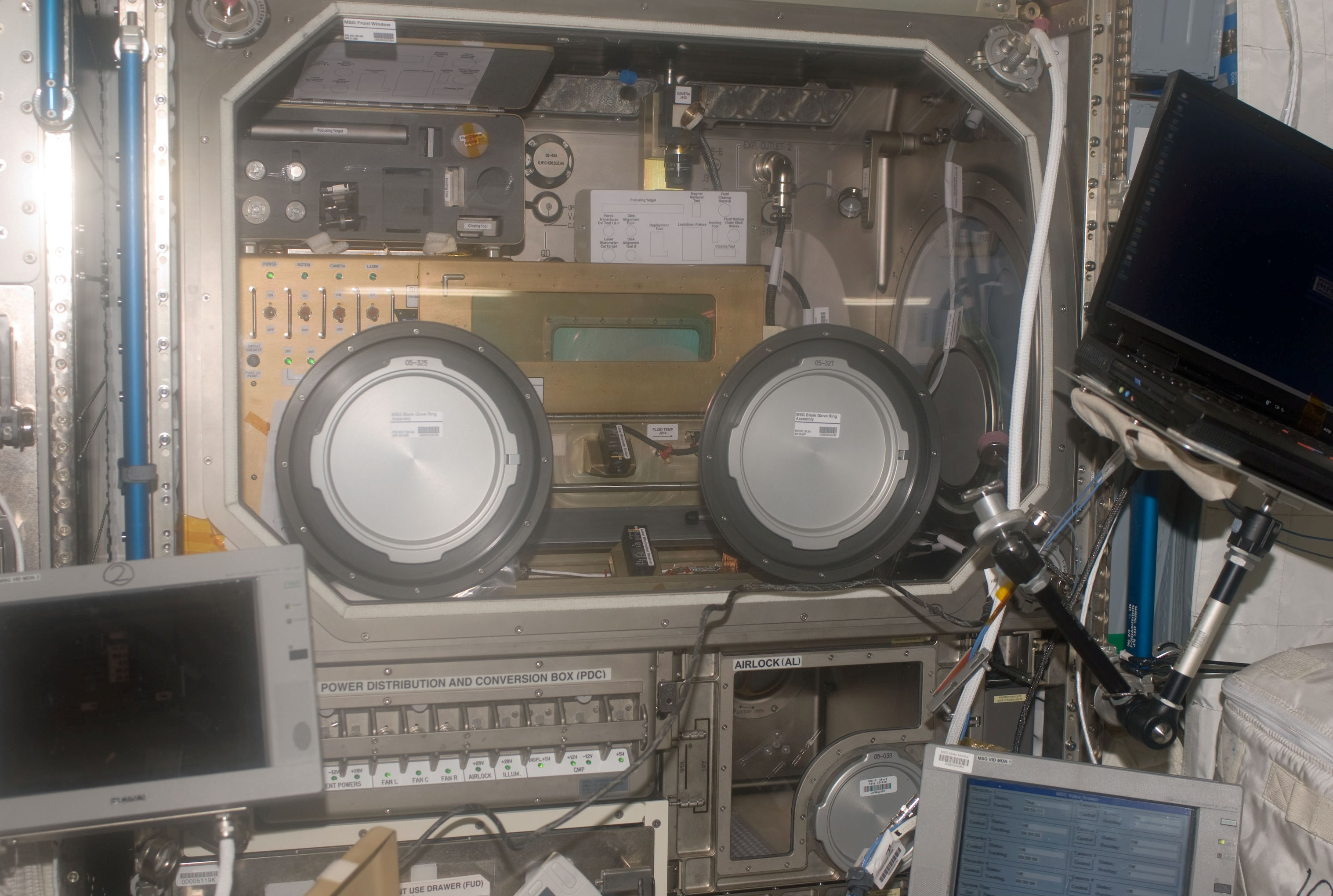
El Microgravity Sciences Glovebox (MSG) amb el Shear History Extensional Rheology Experiment (SHERE) a dins